# 二長岩
二长岩是一种中性深成岩，岩性介于正长岩和闪长岩之间，碱性长石和斜长石的含量相等，含有30%的深色矿物，如果石英含量超过5%，不到20%，则称为石英二长岩，二长岩如果没有深入低壳而喷出，则形成安山岩。